# Municipio de Hopewell (condado de Beaver)
El municipio de Hopewell (en inglés: Hopewell Township) es un municipio ubicado en el condado de Beaver en el estado estadounidense de Pensilvania. En el año 2000 tenía una población de 13.254 habitantes y una densidad poblacional de 302.6 personas por km².

## Geografía
El municipio de Hopewell se encuentra ubicado en las coordenadas 40°38′00″N 80°14′56″O / 40.63333, -80.24889.

## Demografía
Según la Oficina del Censo en 2000 los ingresos medios por hogar en la localidad eran de $42,065 y los ingresos medios por familia eran $52,521. Los hombres tenían unos ingresos medios de $38,380 frente a los $25,851 para las mujeres. La renta per cápita para la localidad era de $20,802. Alrededor del 6.0% de la población estaban por debajo del umbral de pobreza.